# Herman Corijn
Herman Corijn (Aalst, 3 juni 1920 - Mortsel, 10 maart 1996) was een Belgisch historicus.

## Levensloop
Herman Corijn begon zijn carrière als leraar geschiedenis aan de normaalschool van Lier. Vervolgens werd hij directeur van de normaalschool van Hasselt en inspecteur geschiedenis van het secundair onderwijs. Uiteindelijk werd hij inspecteur-generaal van het secundair onderwijs. Hij was ook hoogleraar aan de Universiteit Antwerpen. Hij was tevens voorzitter van de raad van bestuur van de Vrije Universiteit Brussel (VUB) tot hij in 1990 door Rik Van Aerschot werd opgevolgd.
Hij was overtuigd vrijmetselaar en van 1970 tot 1972 voorzitter van het Humanistisch Verbond. Ook was hij lid van het beschermcomité van de vereniging Recht op Waardig Sterven.
Zijn privéarchief is ondergebracht in het Karel Cuyperscentrum van de VUB. Jaarlijks vindt aan deze universiteit een volleybalwedstrijd plaats te zijner gedachtenis, de wisselbeker Herman Corijn.
Herman Corijn was gehuwd en vader van een zoon, Eric Corijn, en een dochter.